# Carole Joan Crawford
Carole Joan Crawford (Kingston, 13 febbraio 1943 – Kingston, 18 dicembre 2024) è stata una modella giamaicana, vincitrice del concorso di bellezza Miss Mondo 1963.

## Biografia
Carole Crawford fu proclamata tredicesima Miss Mondo, il 7 novembre 1963 presso il Lyceum Theatre di Londra, ricevendo la corona dalla Miss Mondo uscente, l'olandese Catharina Lodders. Fu la prima Miss Mondo giamaicana.